# Chrysler New Yorker (1979–1981)
Der Chrysler New Yorker der Modelljahre 1979 bis 1981 ist eine auf der R-Plattform basierende viertürige Stufenhecklimousine, die der US-amerikanische Chrysler-Konzern in den Modelljahren unter eigener Marke vor allem in Nordamerika verkaufte. In dieser Zeit war der New Yorker das Spitzenmodell des Konzerns. Er gehörte zu den größten serienmäßig hergestellten PKWs seiner Generation und konkurrierte auf dem heimischen Markt mit dem Lincoln Continental sowie Cadillacs DeVille und Fleetwood Brougham. Die schwach motorisierten, stark dekorierten und oft mangelhaft zusammengebauten Autos gelten als typische Vertreter der Malaise Era.

## Entstehungsgeschichte
Die erste Ölpreiskrise 1973 führte Mitte der 1970er-Jahre zu erheblichen Absatzeinbußen der verbrauchsintensiven amerikanischen Full-Size-Modelle, die bis zu sechs Meter lang waren und zum Teil ein Leergewicht von über 2,5 Tonnen hatten. Während General Motors und Ford 1977 bzw. 1978 als Reaktion darauf kleinere Full-Size-Fahrzeuge auf den Markt brachten, die 300 bis 400 kg leichter und 250 bis 360 mm kürzer waren als ihre Vorgänger, produzierte der zu dieser Zeit wirtschaftlich schwer angeschlagene Chrysler-Konzern seine großen Modelle, die auf der 1965 eingeführten C-Plattform basierten, noch bis in die späten 1970er-Jahre hinein weiter.
Bei der Kernmarke Chrysler war die alte C-Plattform bis 1978 mit den Schwestermodellen Newport und New Yorker vertreten. Der New Yorker dieser Generation war 1974 zunächst als Imperial LeBaron auf den Markt gekommen und nach der Einstellung der Marke Imperial 1975 äußerlich und technisch unverändert als Chrysler weiterproduziert worden.
1979 kam es zu einer Neuaufstellung des Chrysler-Konzerns im Full-Size-Segment. Weil Chrysler unter der Leitung von Lee Iacocca für die 1980er-Jahre eine Umstellung der gesamten Modellpalette auf kompakte Frontantriebsfahrzeuge der K-Car-Familie plante, waren die neuen großen Fahrzeuge von Beginn an nur als Übergangsmodelle gedacht. Um die Kosten so gering wie möglich zu halten, entwickelte Chrysler deshalb – anders als General Motors und Ford – für die neuen Full-Size-Cars keine komplett neue Plattform, sondern überarbeitete lediglich die alte B-Plattform, die erstmals 1962 erschienen und ursprünglich für Intermediate-Fahrzeuge bestimmt war. Die überarbeitete Version erhielt die Bezeichnung R-Plattform.
Die R-Body-Familie debütierte Anfang 1979. Sie war zunächst nur bei Dodge (St. Regis) und der Kernmarke Chrysler vertreten; bei Plymouth erschien eine schwach ausgestattete und vor allem für Flottenbetreiber gedachte Basisversion als Gran Fury erst mit einem Jahr Verspätung. Die Kernmarke Chrysler bot wie üblich zwei Varianten an: eine einfacher ausgestattete Version unter der Bezeichnung Newport und eine als New Yorker bezeichnete Spitzenversion. Während es technisch keinerlei Abweichungen der beiden Modelle voneinander gab, war der New Yorker an Front- und Heckpartie individuell gestaltet; außerdem hatte er eine wesentlich bessere Ausstattung.
Der R-Body-New-Yorker blieb bis 1981 im Programm. Seine Produktion fiel in eine Phase einer schweren wirtschaftlichen Krise des Chrysler-Konzerns. 1979 und 1980 stand Chrysler mehrfach am Rand der Zahlungsunfähigkeit und überlebte nur durch Kredite, die von Staatsbürgschaften abgesichert waren. Die anhaltenden Insolvenzgerüchte dieser Jahre beeinflussten die Nachfrage nach den großen Chrysler-Modellen wie dem New Yorker nachteilig.
Im Modelljahr 1982 übernahm vorübergehend eine Variante der hinterradgetriebenen M-Plattform den Namen New Yorker, bevor 1983 die erste New-Yorker-Generation mit Frontantrieb erschien.

## Modellbeschreibung

### Karosserie

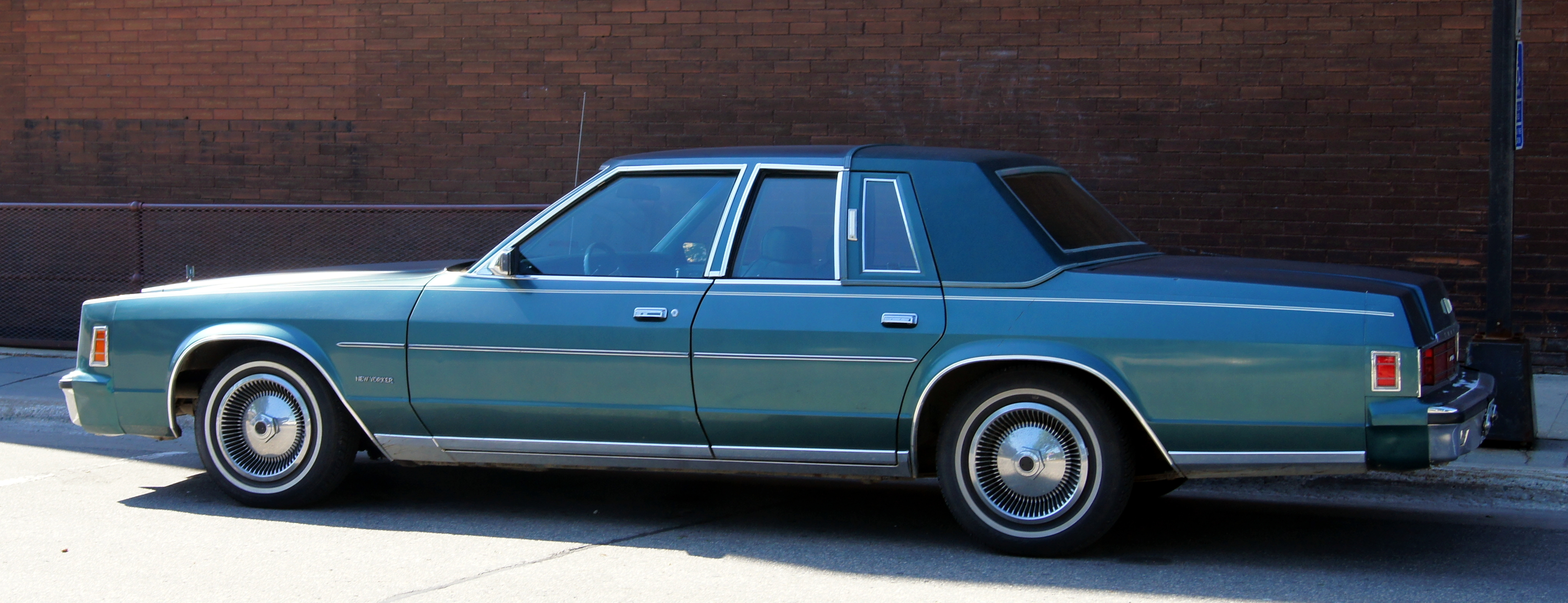
Große Überhänge vorn und hinten

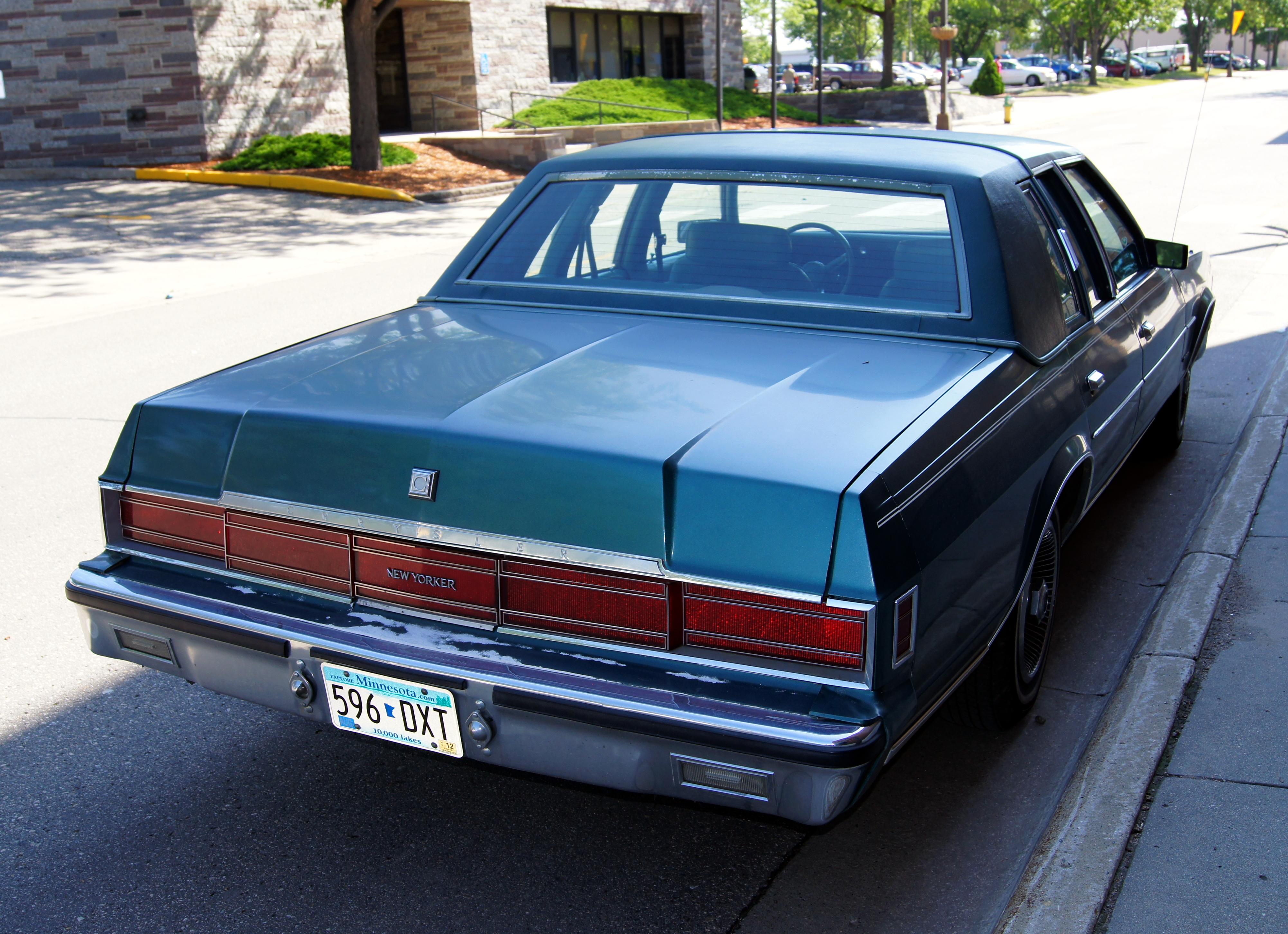
Heckpartie eines Chrysler New Yorker (1979)

Die neue Fullsize-Klasse war ausschließlich als viertürige Limousine mit Stufenheck und fest stehender B-Säule erhältlich; Chrysler bezeichnete diese Karosseriebauform – streng genommen widersprüchlich – als Pillared Hardtop (sinngemäß: Hardtop mit Mittelsäule). Ein zweitüriges Coupé und einen großen Kombi, die noch bei den Vorgängern zur Modellpalette gehörten und die die Konkurrenten nach wie vor im Angebot hatten, gab es nicht.
Die Grundkarosserie des New Yorker stimmt mit den Karosserien des Newport, des Dodge St. Regis und des Plymouth Gran Fury überein; Unterschiede gab es nur bei den Front- und Heckmasken sowie beim Dekor.
Bei der Gestaltung der Karosserien der R-Body-Familie hatten die Designer Wert darauf gelegt, trotz kürzerer Abmessungen den Eindruck unveränderter Größe zu erwecken. Der Kofferraum und die Motorhaube blieben lang, während die Fahrgastzelle einen gedrungenen Eindruck machte. Der New Yorker war 33 mm länger als der Newport. Damit war er nach Einstellung der alten Lincoln Continental der größte Serien-PKW aus US-amerikanischer Fertigung.
Der New Yorker hat als einziges Mitglied der R-Body-Familie Scheinwerfer, die im ausgeschalteten Zustand von einer in Wagenfarbe lackierten Klappe abgedeckt sind. Die Kühlermaske ist in der Mitte zugespitzt. In den Modelljahren 1979 und 1980 bestand das Gitter aus senkrecht angeordneten, schachtelartigen Elementen; für 1981 änderte Chrysler die Kühlermaske geringfügig.
Anders als bei den übrigen R-Body-Modellen ist die C-Säule des New Yorker mit Vinyl bezogen. Die Gestaltung imitiert ein Landaudach. Das kleine Seitenfenster der hinteren Türen ist in den Vinylüberzug eingebettet; das rechteckige Zusatzfenster wurde in der Werbung als Opera window bezeichnet.
Der Heckabschluss des New Yorker unterscheidet sich von dem der übrigen R-Body-Modelle. Der New Yorker hat ein über die ganze Breite gehendes Leuchtband oberhalb des Stoßfängers; die Kennzeichenhalterung ist in die Stoßfänger integriert.

### Fahrwerk
Das Fahrwerk des New Yorker entspricht weitestgehend der Konstruktion der alten B-Body-Modelle: An den einzeln aufgehängten Vorderrädern hat er Drehstabfedern, die in ihrer Grundform bereits 1957 eingeführt worden waren; hinten ist es eine Starrachse mit Blattfedern. Vorn hat der New Yorker Scheibenbremsen, hinten Trommelbremsen.

### Motorisierung und Kraftübertragung
Im Gegensatz zu den Schwestermodellen war der New Yorker ausschließlich mit Achtzylinder-V-Motoren aus der LA-Reihe (Small Block) erhältlich; den Slant Six genannten Reihensechszylindermotor mit 3,7 Liter Hubraum, der bei allen anderen R-Body-Modellen zumindest als Wunschmotorisierung im Programm stand, gab es im New Yorker nicht.
Im gesamten Produktionszeitraum war im New Yorker eine Small-Block-Variante mit 5210 cm³ (318 cui) Hubraum erhältlich, 1979 und 1980 daneben auch eine größere Ausführung mit 5898 cm³ (360 cui) Hubraum. Im ersten Modelljahr war der 5,9-Liter-Motor das Standardtriebwerk, 1980 und 1981 dagegen wurden die New Yorker serienmäßig mit dem kleineren Motor ausgeliefert. Die Leistungsdaten variieren in den einzelnen Modelljahren in Abhängigkeit von strenger werdenden Emissionsschutz- und Verbrauchsbestimmungen.
Die Motoren sind vorn längs eingebaut. Sie treiben die Hinterräder an. Als Kraftübertragung kam bei allen Motorisierungen ausschließlich ein automatisches Dreiganggetriebe (Typ TorqueFlite) zum Einsatz.
| Chrysler New Yorker: Übersicht über die Motorisierungen |          |                       |                       |                       |                       |                       |                       |                       |                       |
| Bauart                                                  | Bauart   | Ottomotor V8-Zylinder | Ottomotor V8-Zylinder | Ottomotor V8-Zylinder | Ottomotor V8-Zylinder | Ottomotor V8-Zylinder | Ottomotor V8-Zylinder | Ottomotor V8-Zylinder | Ottomotor V8-Zylinder |
| Hubraum                                                 | Hubraum  | 5210 cm³ (318 cui)    | 5210 cm³ (318 cui)    | 5210 cm³ (318 cui)    | 5210 cm³ (318 cui)    | 5898 cm³ (360 cui)    | 5898 cm³ (360 cui)    | 5898 cm³ (360 cui)    |                       |
| Leistung                                                | Leistung | 90 kW (122 PS)        | 97 kW (132 PS)        | 100 KW (137 PS)       | 115 kW (157 PS)       | 97 kW (132 PS)        | 112 kW (152 PS)       | 145 kW (198 PS)       |                       |
| Verfügbarkeit                                           | 1979     | –                     | –                     | Optional              | Optional              | –                     | Serie                 | Optional              |                       |
| Verfügbarkeit                                           | 1980     | Serie                 | –                     | –                     | –                     | Optional              | –                     | –                     |                       |
| Verfügbarkeit                                           | 1981     | –                     | Serie                 | –                     | –                     | –                     | –                     | –                     |                       |

## Fahrleistungen
Mit der 122-PS-Version des 5,2-Liter-Achtzylinders erreichte der New Yorker eine Höchstgeschwindigkeit von 159 km/h; die Beschleunigung von 0 auf 100 km/h erfolgte in 15,2 Sekunden. Mit der stärksten, nur 1979 erhältlichen Motorisierung, dem 198 PS leistenden 5,9-Liter-Motor, lag die Höchstgeschwindigkeit bei 187 km/h und der Beschleunigungswert bei 10,6 Sekunden.

## New YorkerFifth Avenue Edition
Eine besonders umfangreich ausgestattete Version des Autos wurde als Chrysler New Yorker Fifth Avenue verkauft. Er stellte Chryslers Gegenstück zum Lincoln Continental Williamsburg Town Car dar. Technisch gab es keine Unterschiede zu dem regulären New Yorker; die Besonderheiten der Fifth Avenue Edition beschränkten sich auf äußere und innere Dekordetails. Ein eigenständiges Merkmal der Fifth Avenue Edition sind imitierte seitliche Entlüftungsöffnungen in den vorderen Kotflügeln. Hinzu kommen speziell geformte Chrysler-Embleme und im Innenraum dickere Teppiche und speziell geätzte Gläser im Fond.
Äußerlich war die Fifth Avenue Edition an exklusiven Lackierungen erkennbar, die jährlich wechselten:
- 1979 war der Fifth Avenue nur in einer „Creme and Beige“ genannten Zweifarbenlackierung erhältlich, wobei das Landaudach eine dunklere Farbe hatte als der Rest der Karosserie.[11]

- 1980 waren zwei Farbkombinationen erhältlich: eine Zweifarblackierung in „Champagner“, die das Muster des zurückliegenden Modelljahrs aufgriff, sowie ein für Dach und Blechteile gleichermaßen verwendeter, „Maroon“ genannter Braunton,[12] wobei die Prägung des Vinylbezugs die Struktur von Krokodilleder imitierte.

- 1981 schließlich war der New Yorker Fifth Avenue in einer Zweifarblackierung aus einem „Mahagoni“ genannten Braunton für die Dachpartie, den Kofferraumdeckel und die Motorhaube und einem dunklen Silber für den unteren Karosserieteil erhältlich.[13]

Beginnend mit dem Modelljahr 1983 trennte Chrysler die Bezeichnungen New Yorker und Fifth Avenue voneinander: Beide Begriffe standen von da an einige Jahre lang für unterschiedliche Fahrzeuge. Während die Modellbezeichnung New Yorker ab 1983 für eine hochwertig ausgestattete Variante der frontgetriebenen K-Car-Familie verwendet wurde, war der Chrysler Fifth Avenue ein betont konservatives Fahrzeug der oberen Mittelklasse mit Hinterradantrieb, das auf der alten M-Plattform basierte. Beide Modelle wurden 1988 bzw. 1989 eingestellt. Ab 1990 führte Chrysler die Begriffe New Yorker und Fifth Avenue wieder zusammen: In den Modelljahren 1990 bis 1993 gab es einen New Yorker Fifth Avenue als verlängerte und besser ausgestattete Ausführung des einfacheren New Yorker.

## Qualitätsmängel
Der Chrysler New Yorker litt wie die übrigen Mitglieder der R-Body-Familie an erheblichen Qualitätsmängeln, die auf eine zu schnelle, fehlerhafte Entwicklung, mangelnde Erprobung und nachlässige Fertigung zurückzuführen waren. Eine unternehmensinterne Studie ging davon aus, dass kein einziges Fahrzeug das Fließband mangelfrei verließ; auf 100 produzierte Fahrzeuge kamen 1077 Mängel, sodass jedes Fahrzeug durchschnittlich mit elf Mängeln ausgeliefert wurde.

## Preise
Im ersten Modelljahr lag der Listenpreis des New Yorker bei 10.026 US-$. Damit war er 3.000 US-$ teurer als der weitgehend baugleiche Chrysler Newport. Cadillacs Sedan DeVille war etwa 2.000 US-$ teurer als der New Yorker, Lincolns 1980 eingeführter, auf der Panther-Plattform basierender Continental kostete 4.000 US-$ mehr.
Das Fifth-Avenue-Paket erhöhte den Verkaufspreis des New Yorker um 1.300 US-$ (1979) bzw. 1.500 US-$ (1980).

## Produktion
Der New Yorker wurde wie seine Schwestermodelle der R-Body-Familie in Chryslers Lynch Road Assembly in Detroit gebaut. Dort waren bis 1978 die B-Body-Modelle Dodge Monaco und Plymouth Fury hergestellt worden, die mit den R-Body-Limousinen technisch eng verwandt sind.
In drei Jahren wurden insgesamt etwa 73.500 New Yorker produziert. Im Modelljahr 1979 entstanden 54.640 New Yorker, 1980 waren es 13.513 Autos, und im letzten Modelljahr baute Chrysler nur noch 5.431 Wagen.